# 포르쉐 944

포르쉐 944(영어: Porsche 944)는 독일의 자동차 제조업체 포르쉐에서 1982년부터 1991년까지 생산했던 스포츠카이다.

## 부활
포르쉐 968로 부활했다. 하이든 헤드램프는 사라졌다.그 외 디자인은 거의 똑같다.

## 1세대
1980년 포르쉐가 일본 차량들을 목표로 일본에 최초로 판매한 스포츠카이다. 경쟁 차종은 닛산 스카이라인, 혼다 S2000, 마쓰다 RX-7 등이 있다. 1991년에는 경쟁 차종 및 911을 견제하지 못하여 판매가 저조하며 결국 포르쉐 911로 통합되는 형식으로 단종되었다.

## 주요 모델
| 연식          | 모델명           | 출력                                                                                | 엔진                     |
| ------------- | ---------------- | ----------------------------------------------------------------------------------- | ------------------------ |
| 1982년~1987년 | 944              | 163 PS (120 kW; 161 hp) US 1982–1985: 143 hp (107 kW) US 1985–1987: 147 hp (110 kW) | 2.5 L M44/40 I4          |
| 1988년        | 944              | 160 PS (118 kW; 158 hp)                                                             | 2.5 L M44/40 I4          |
| 1987년~1989년 | 944 터보S        | 190 PS (140 kW; 187 hp)                                                             | 2.5 L M44/40 I4          |
| 1989년        | 944              | 165 PS (121 kW; 163 hp)                                                             | 2.7 L M44/12 I4          |
| 1989년~1991년 | 944 S2           | 211 PS (155 kW; 208 hp)                                                             | 3.0 L M44/41 I4          |
| 1985년~1988년 | 944 터보 (951)   | 220 PS (162 kW; 217 hp)                                                             | 2.5 L M44/51 터보차저 I4 |
| 1988년        | 944 터보 S (951) | 250 PS (184 kW; 247 hp)                                                             | 2.5 L M44/52 터보차저 I4 |
| 1989년~1991년 | 944 터보 (951)   | 250 PS (184 kW; 247 hp)h                                                            | 2.5 L M44/52 터보차저 I4 |

## 총 생산대수

### 포르쉐 944
1982년과 1989년 사이에 총 113,070,944가 생산되었으며 그 중 56,921대가 미국으로 수출되었다. 포르쉐와 캘러웨이의 프로젝트 합작으로 1983년 미국 시장을 위해 특별히 제작된 터보 944 20대가 생산되었다. 후속 차종은 1992년에 도입된 포르쉐 968으로, 944와 동일한 프론트엔진 트랜스 액슬 플랫폼의 진화를 기반으로 한다.
| 연식 | 생산댓수 | 수출댓수 | 미국   | 비고                               |
| ---- | -------- | -------- | ------ | ---------------------------------- |
| 1982 | 3,921    | 3,921    |        |                                    |
| 1983 | 14,633*  | 9,127    | 5,490  |                                    |
| 1984 | 26,539   | 9,921    | 16,618 |                                    |
| 1985 | 23,720   | 17,553   | 6,167  |                                    |
| 1986 | 17,010   | 6,109    | 10,901 |                                    |
| 1987 | 10,689   | 2,343    | 8,346  |                                    |
| 1988 | 5,965    | 2,226    | 3,731  | 8대가 오스트레일리아로 수출되었디. |
| 1989 | 10,593   | 4,941    | 5,652  | 2.7 L 엔진                         |
| 합계 | 113,070  | 56,141   | 56,921 |                                    |